# Heilig Hartbeeld (Chevremont)
Het Heilig Hartbeeld is een standbeeld in Chevremont in de gemeente Kerkrade in de Nederlandse provincie Limburg.
Het beeld staat aan de Colenstraat voor de Onze-Lieve-Vrouw-Tenhemelopnemingskerk.

## Beschrijving
Een stenen Christusfiguur heeft geen handen meer, maar op zijn borst bevindt zich een vlammend hart, met doornenkroon, kruisje en stralenkrans. Het beeld staat op een eenvoudige achtzijdige hardstenen sokkel.